# Лохув
Ло́хув (пол. Łochów) — місто в східній Польщі.
Належить до Венгровського повіту Мазовецького воєводства.

## Демографія
Демографічна структура станом на 31 березня 2011 року:
|          | Загалом | Допрацездатний вік | Працездатний вік | Постпрацездатний вік |
| -------- | ------- | ------------------ | ---------------- | -------------------- |
| Чоловіки | 3321    | 752                | 2301             | 268                  |
| Жінки    | 3440    | 691                | 2125             | 624                  |
| Разом    | 6761    | 1443               | 4426             | 892                  |